# Stina Troest
Stina Troest (født 17. januar 1994 i København) er en dansk atlet medlem af Amager Atletik Club.
Stina Troest har dyrket atletik siden hun som 3-årig startede med ”miniatletik” (3-7 årige) i Amager AC som hendes mor startede der i 1998. Det er stadig hende som træner datteren i hækkeløb.
Stina Troest vandt 2009, som 15-årige, sin første medalje ved de danske senior mesterskaber, da hun fik sølv på 200 meter på tiden 25,43. Hun blev samme år udnævnt til Årets Fund af Amager Bladet.
Stina Troest vandt 2010 European Youth Olympic Trials, det uofficielle EM for 16-17-årige, i Moskva ved sensationelt at sejre på 400 meter hæk. Med sejren kvalificerede hun sig til de Ungdomsolympiske lege i august i Singapore. Hun kunne på opløbsstrækningen lige akkurat løbe forbi den ukrainske favorit Olena Kolesnytjenko og kunne med 59,76 tiden sikre sig sejren med syv hundrededele af et sekund.
Stina Troest erstattede Sara Slott Petersen, som var skadet, på det danske landshold som i Malta 19. juni 2010, hvor hun tog tredjepladsen i hold EMs 3. division. Hendes tid 59,73 var en forbedring af den personlige rekord fra Moskva med 0,03 sekunder. Med tiderne er Troest også under kravet til Junior-VM i Canada, en aldersklasse som hun fortsat vil befinde sig i til og med sæsonen 2013. Det blev senere til en klar sejr på DM med tiden 60,79.
Ved de Ungdomsolympiske lege i Singapore, vandt hun det indledende heat på 400 meter hæk med tiden 59,35 og slettede dermed den danske ungdomsrekord og var næsthurtigst af alle. Hendes tid var en forbedring på 0,07 af Sara Slott Petersens tidligere rekord. I finalen vandt hun sølvmedaljen og satte igen ny dansk ungdomsrekord med 58,88, 47 hundreddele efter Frankrigs Aurèlie Chaboudez. Tiden placerer hende som den sjettehurtigste dansker gennem tiderne.
Som følge af sæsonens resultater modtog hun i oktober 2010 et legat fra Gudmund Schacks mindefond for overrækkelsen stod Prinsesse Benedikte.
Troest var det eneste reelle bud på en dansk topplacering ved Ungdoms-VM iLille 2011, men hun rejste med ikke med den danske trup. Hun pådrog sig i ugen før UVM et alvorligt maveonde og var alt for afkræftet til at stille op.
Troest kom efter en lang skade periode tilbage på 800 meter, hvor hun 27 januar 2013 i debuten med tiden 2:09,17 slog Heidi Christiansens 30 år gamle danske juniorrekord indendørs.
Med tiden 57,55 sekunder forbedrede hun ved stævnet i belgiske Namur i maj 2013 Sara Petersens danske juniorrekord i 400 meter hæk med 0,1 sekunder. Hun var i en årrække plaget af skader og tiden var en forbedrede hendes tre år gamle personlige rekord. Med tiden er hun kvalificeret til Junior-EM 2013 i Rieti i Italien. Hun blev også klar til Junior-EM på 400 meter da hun tre dage efter forbedrede sin tre år gamle personlige rekord til 55,74.
Troest satte i en meget tæt Junior-EM finale ny dansk juniorrekord på 400 meter hæk med tiden 57,41 og sikrede sig en bronzemedalje, guldet gik til briten Hayley McLean som løb 57,26.
Begge Stina Troest forældre har været danske mestre på 400 meter hæk. Moren Anita Sølyst er stadig indehaver af den danske juniorrekord i syvkamp, ligesom at hun vandt 400 meter hæk 1977, den første gang disciplinen var på DM-programmet. Faren Jørgen Troest vandt 400 meter hæk i 1984 og 1985 og sikrede sig desuden sølv på 800 meter i 1977, to hundrededele af et sekund efter Tom B. Hansen. Stinas to storebrødre Jonas og Magnus har også vist stort talent for atletik, men er i dag begge professionelle fodboldspillere. Jonas er siden 2011 udlejet af OB til SønderjyskE i Superligaen, mens Magnus sæsonerne 2011-2013 var udlejet af Serie A-klubben Genoa til Serie B-klubben AS Varese 1910, men der pt er klubløs. Derudover findes lillesøster Ditte (født 18. januar 1996), som også er et stort atletiktalent.
Stina Troest er efter sommerferien 2010 starte i gymnasiet og går på den sportslige del af Team Copenhagen Eliteidrætsakademi.

## Danske mesterskaber
- Guld 2010 400 meter hæk 60,79
- Sølv 2009 200 meter 25,43

## Personlige rekorder
- 100 meter: 12,61 (-1,1) 31. maj 2009 Lyngby Stadion
- 200 meter: 25,26 (+0,1) 27. juni 2009 Odense Atletikstadion
- 300 meter: 39,45 11. juli 2009 Helsingborg
- 400 meter: 55,74 Hvidovre Stadion d. 11. maj 2013
- 100 meter hæk: 13,97 (+0.1) 2. juli Ullevi, Gøteborg
- 400 meter hæk: 57,41 21. juli 2013 Rieti, Italien DJR
- Længdespring: 5,44 (+1,3) 26. september 2009 Greve Stadion
- 800 meter-inde: 2:09,17 27 januar 2013 Atleticum Malmø, Sverige DJR